# Kincstári kancellár
Őfelsége Kincstárának kancellárja és alkincstárnoka (Chancellor and Under-Treasurer of Her Majesty's Exchequer), akit közönségesen csak kincstári kancellárnak vagy a kancellárnak neveznek, miniszteri tisztség a brit kormányban, Őfelsége Kincstárának (Her Majesty's Treasury vagy félhivatalosan: the Exchequer) vezetője, tagja a Titkos Tanácsnak (Privy Council), a Kabinetnek (Cabinet) és a Nemzetbiztonsági Tanácsnak (National Security Council), gyakorlatilag ő az Egyesült Királyság pénzügyminisztere. A kancellár mindig viseli a Kincstár második ura (Second Lord of the Treasury) címet, egyike a négy állami főhivatalnoknak a Lord High Treasurer szerepét töltve be. Az alkotmányos szokás megköveteli, hogy a kancellár parlamenti képviselő legyen. A kancellár felelős Őfelsége Kormányának költségvetési pénzügyeiért és részben valutaügyeiért is. 

## Fordítás
Ez a szócikk részben vagy egészben  a   Chancellor of the Exchequer című angol Wikipédia-szócikk ezen változatának fordításán alapul.  Az eredeti cikk szerkesztőit annak laptörténete sorolja fel. Ez a jelzés csupán a megfogalmazás eredetét és a szerzői jogokat jelzi, nem szolgál a cikkben szereplő információk forrásmegjelöléseként.